# Paradis pour tous
Paradis pour tous je francouzský hraný film z roku 1982, který režíroval Alain Jessua podle vlastního scénáře. Snímek měl světovou premiéru 25. srpna 1982.

## Děj
Alain Durieux pracuje jako úředník v pojišťovně. Protože trpí depresí, kvůli které se pokusí o sebevraždu, začne se léčit u doktora Pierra Valoise. Ten mu předepíše novou terapii „flashage“, kterou sám objevil. Tato léčba spočívá v přerušení nervů od emocí. Durieux je po léčbě permanentně šťastný, stejně jako ostatní pacienti.

## Obsazení
| Patrick Dewaere     | Alain Durieux              |
| Jacques Dutronc     | doktor Pierre Valois       |
| Fanny Cottençonová  | Jeanne Durieux             |
| Stéphane Audranová  | Édith                      |
| Philippe Léotard    | Marc Lebel                 |
| François Dyrek      | zřízenec v ZOO             |
| Anna Gaylor         | pojišťovací agent          |
| Jean-Paul Muel      | vzteklý ředitel            |
| Francis Lemaire     | ředitel továrny            |
| André Thorent       | pan Borne                  |
| Caroline Berg       | Nicole                     |
| Patrice Kerbrat     | Armand                     |
| Stéphane Bouy       | Cordier                    |
| Thalie Frugès       | Joëlle                     |
| Jeanne Goupil       | Sophie                     |
| Pierre Hatet        | Giraud                     |
| Elisabeth Mortensen | Christiane                 |
| Catherine Privat    | sekretářka Alaina Durieuxe |
| Ophélie Koering     | drzá dívka                 |

## Ocenění
- César: nominace v kategorii nejlepší herečka ve vedlejší roli (Stéphane Audran)